# Signetics

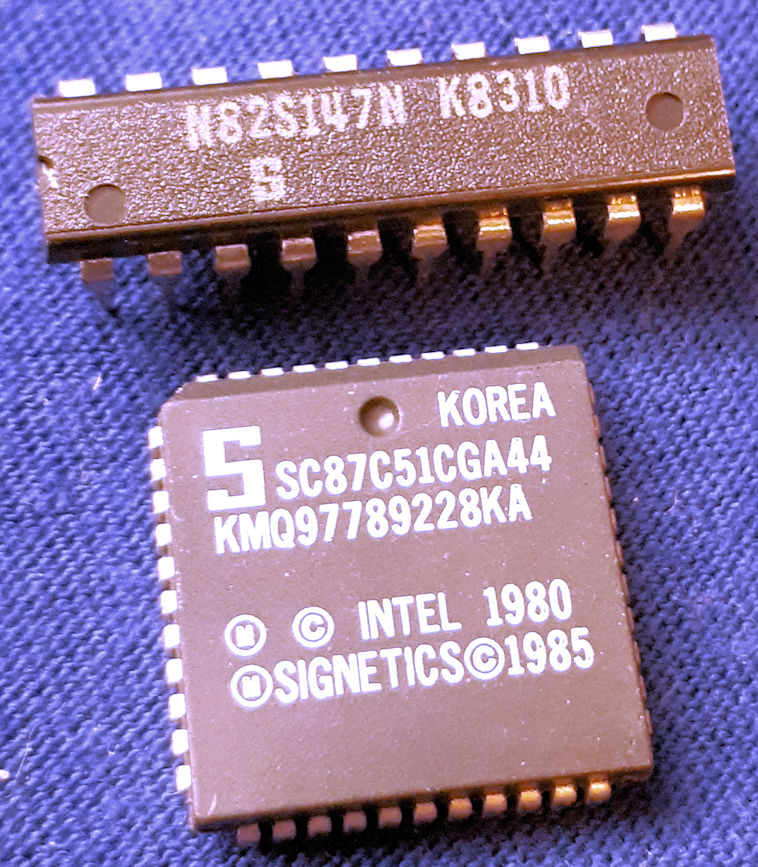
Signetics bipolares PROM und CMOS-OTP-Mikrocontroller

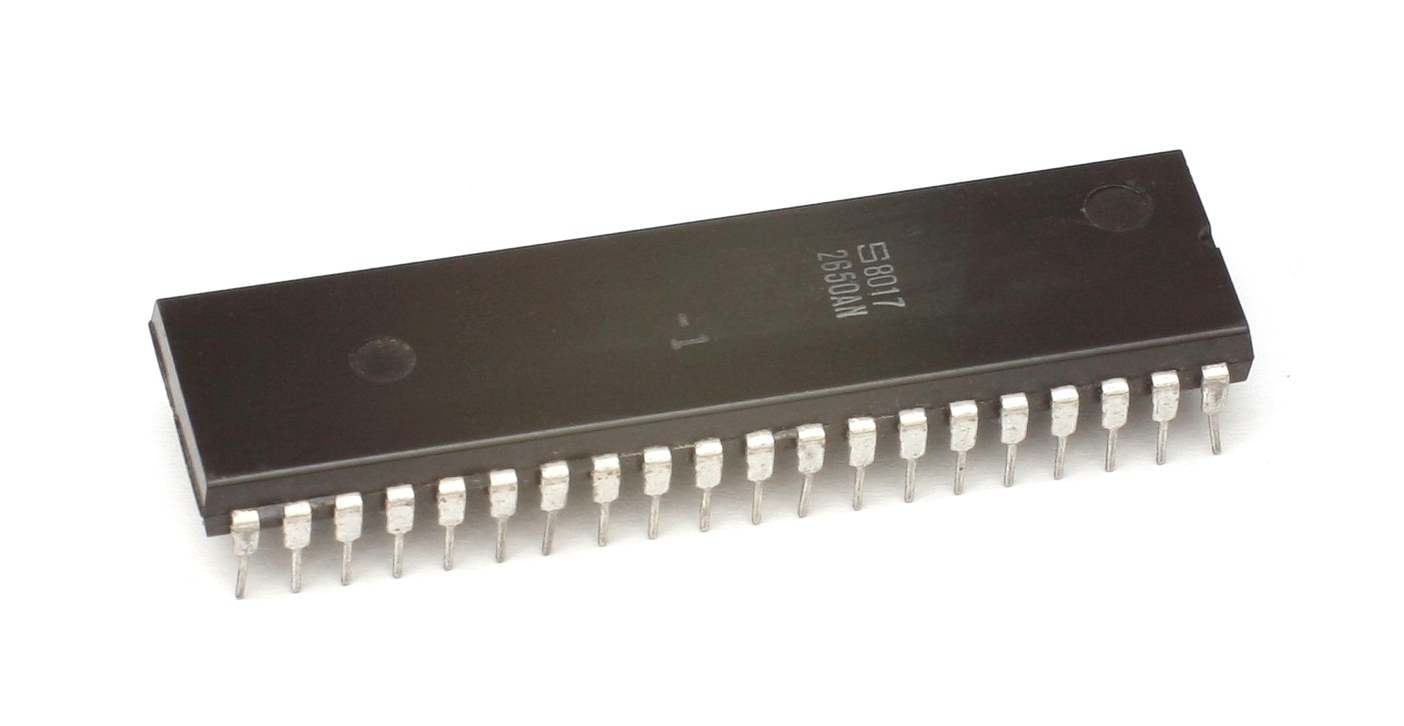
Mikroprozessor Signetics 2650AN

Signetics war ein großer US-amerikanischer Halbleiterhersteller mit Sitz in Sunnyvale (im Silicon Valley) und weiteren Produktionsstätten Albuquerque und Orem. Signetics wurde 1975 von Philips, heute NXP Semiconductors der 2006 aus Philips ausgegliederten Halbleitersparte Philips Semiconductors, übernommen. Das deutsche Testhaus in Nördlingen (Bayern) ist in der heutigen RoodMicrotec Nördlingen GmbH & Co. KG aufgegangen.
Signetics wurde 1961 von David Allison, David James, Lionel Kattner und Mark Weissenstern, allesamt Ingenieure und ehemalige Angestellte von Fairchild Semiconductor, gegründet und spezialisierte sich auf die Herstellung von Integrierten Schaltungen (IC), beispielsweise den NE555. Im Rahmen einer großen Reorganisation bildete Philips 1991 den Geschäftsbereich Philips Semiconductors, worauf Signetics in Philips Semiconductors Sunnyvale umbenannt wurde und der Name Signetics sowie das Signetics-Logo (ein viereckiges S) verschwanden.
Die Bezeichnung Signetics wird noch von Signetics Korea Ltd. verwendet, einer ehemaligen Signetics-Niederlassung in Korea für Test und Packaging von Integrierten Schaltungen. Signetics Korea entwickelte sich 1995 zum eigenständigen Subunternehmer für Philips Semiconductors und eröffnete 1996 unter der Firma Signetics High Technology, Inc. eine Niederlassung in den USA. 2000 wurde Signetics Korea vom koreanischen Young-Poong-Konzern gekauft.
Der Prozessor Signetics 2650A wurde u. a. in der ersten und einzigen deutschen Spielekonsole, der Interton VC4000 (1978), in der Konsole Hanimex HMG 2650 (in den USA Arcadia 2001, 1982) und in mehreren Arcade-Spielen von 1976–1986 verwendet, die jedoch nicht sonderlich erfolgreich waren.